# ヘプテン

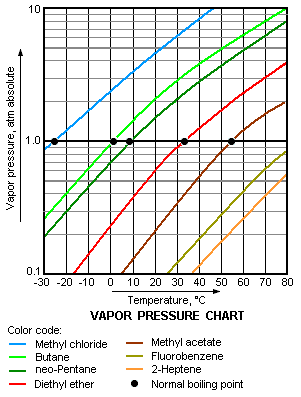
へプテンとその他の液体の蒸気圧

ヘプテン(Heptene)は、C7H14という分子式を持つアルケン、高分子量オレフィンである。市販されている試薬は、異性体が混合した液体である。触媒及び界面活性剤として潤滑油の添加物に用いられる。ヘプチレン(Heptylene)という名前でも知られる。